# Peršaves
Peršaves is een plaats in de gemeente Mače in de Kroatische provincie Krapina-Zagorje. De plaats telt 347 inwoners (2001).